# Antonia Crestani
Antonia Crestani (* 22. Oktober 1999) ist eine chilenische Leichtathletin, die sich auf den Stabhochsprung spezialisiert hat.

## Sportliche Laufbahn
Erste Erfahrungen bei internationalen Wettkämpfen sammelte Antonia Crestani im Jahr 2016, als sie bei den U18-Südamerikameisterschaften in Concordia mit übersprungenen 3,50 m den vierten Platz belegte. 2021 belegte sie bei den Südamerikameisterschaften in Guayaquil mit 3,70 m den siebten Platz und gewann dann Mitte Oktober bei den U23-Südamerikameisterschaften ebendort mit 3,90 m die Bronzemedaille hinter der Brasilianerin Isabel de Quadros und Karen Bedoya aus Kolumbien. Anfang Dezember gelangte sie bei den erstmals ausgetragenen Panamerikanischen Juniorenspielen in Cali mit 3,70 m auf Rang acht. Im Jahr darauf belegte sie bei den Juegos Bolivarianos in Valledupar mit 3,80 m den vierten Platz und auch bei den Südamerikaspielen in Asunción wurde sie mit 3,70 m Vierte. 2023 gelangte sie bei den Südamerikameisterschaften in São Paulo mit 3,40 m auf Rang sechs und im Jahr darauf wurde sie bei den Ibero-Amerikanischen Meisterschaften in Cuiabá mit 3,50 m Fünfte im Stabhochsprung und belegte im Weitsprung mit 5,56 m den neunten Platz.
In den Jahren 2020, 2021 und 2024 wurde Crestani chilenische Meisterin im Stabhochsprung.